# Ceromya elyii
Ceromya elyii är en tvåvingeart som först beskrevs av Margaret Walton 1914.  Ceromya elyii ingår i släktet Ceromya och familjen parasitflugor.
Artens utbredningsområde är Connecticut. Inga underarter finns listade i Catalogue of Life.